# Liste der Kulturdenkmale in Wittmoldt
In der Liste der Kulturdenkmale in Wittmoldt sind alle Kulturdenkmale der schleswig-holsteinischen Gemeinde Wittmoldt (Kreis Plön) und ihrer Ortsteile aufgelistet (Stand: 10. März 2025).

## Legende
In den Spalten befinden sich folgende Informationen:
- Objekt-ID: die Nummer des Kulturdenkmales
- Lage: die Adresse des Kulturdenkmales und die geographischen Koordinaten. Kartenansicht, um Koordinaten zu setzen. In der Kartenansicht sind Kulturdenkmale ohne Koordinaten mit einem roten Marker dargestellt und können in der Karte gesetzt werden. Kulturdenkmale ohne Bild sind mit einem blauen Marker gekennzeichnet, Kulturdenkmale mit Bild mit einem grünen Marker.
- Offizielle Bezeichnung: Bezeichnung des Kulturdenkmales
- Beschreibung: die Beschreibung des Kulturdenkmales
- Bild: ein Bild des Kulturdenkmales

## Bauliche Anlagen
| Objekt-ID     | Lage                                           | Offizielle Bezeichnung          | Beschreibung | Bild |
| ------------- | ---------------------------------------------- | ------------------------------- | --- | ---- |
| 871 Wikidata  | Güsdorf (54° 10′ 45″ N, 10° 20′ 32″ O)         | Hof Güsdorf: Torhaus            | Alteintragung (Aktualisierung vorgesehen) - Begründung: Alteintragung (Aktualisierung vorgesehen) - Schutzumfang: Alteintragung (Aktualisierung vorgesehen) - Denkmaltyp: Bauliche Anlage                                                            | BW   |
| 1227 Wikidata | Güsdorf (54° 10′ 48″ N, 10° 20′ 36″ O)         | Hof Güsdorf: Altes Gutshaus     | Alteintragung (Aktualisierung vorgesehen) - Begründung: Alteintragung (Aktualisierung vorgesehen) - Schutzumfang: Alteintragung (Aktualisierung vorgesehen) - Denkmaltyp: Bauliche Anlage                                                            | BW   |
| 5459 Wikidata | Güsdorf (54° 10′ 43″ N, 10° 20′ 29″ O)         | Hof Güsdorf: Neues Gutshaus     | Alteintragung (Aktualisierung vorgesehen) - Begründung: Alteintragung (Aktualisierung vorgesehen) - Schutzumfang: Alteintragung (Aktualisierung vorgesehen) - Denkmaltyp: Bauliche Anlage                                                            | BW   |
| 5461          | Hauptweg 31 - 33 (54° 10′ 28″ N, 10° 21′ 4″ O) | Langereihekate                  | Langereihekate; um 1800; eingeschossiger Fachwerkbau mit reetgedecktem Walmdach, beigestellte Fachwerkremise mit Pultdach - Begründung: geschichtlich, Kulturlandschaft prägend - Schutzumfang: Langereihekate, Remise - Denkmaltyp: Bauliche Anlage | BW   |
| 1191 Wikidata | Hof Wittmoldt 1 (54° 9′ 54″ N, 10° 22′ 19″ O)  | Gut Wittmoldt: Herrenhaus       | Alteintragung (Aktualisierung vorgesehen) - Begründung: Alteintragung (Aktualisierung vorgesehen) - Schutzumfang: Alteintragung (Aktualisierung vorgesehen) - Denkmaltyp: Bauliche Anlage                                                            | BW   |
| 1207 Wikidata | Hof Wittmoldt 1 (54° 9′ 52″ N, 10° 22′ 22″ O)  | Gut Wittmoldt: Torhaus von 1808 | Alteintragung (Aktualisierung vorgesehen) - Begründung: Alteintragung (Aktualisierung vorgesehen) - Schutzumfang: Alteintragung (Aktualisierung vorgesehen) - Denkmaltyp: Bauliche Anlage                                                            | BW   |
| 1192 Wikidata | Hof Wittmoldt 4 (54° 9′ 51″ N, 10° 22′ 28″ O)  | Gut Wittmoldt: ehem. Meierei    | Alteintragung (Aktualisierung vorgesehen) - Begründung: Alteintragung (Aktualisierung vorgesehen) - Schutzumfang: Alteintragung (Aktualisierung vorgesehen) - Denkmaltyp: Bauliche Anlage                                                            | BW   |

## Quelle
- Liste der Kulturdenkmale in Schleswig-Holstein – Kreis Plön (PDF)

- Karte mit allen Koordinaten:
- OSM |
- WikiMap